# アドルフ・ルタルト

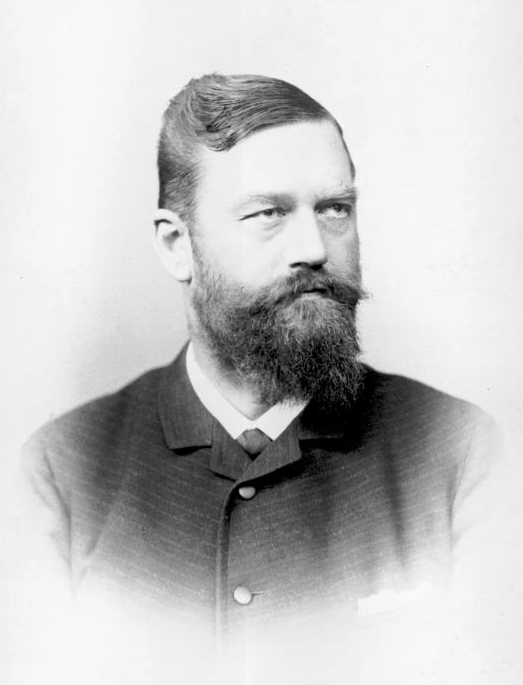
アドルフ・ルタルト

アドルフ・ルタルト（Adolf Ruthardt、1849年2月9日 - 1934年9月12日）は、ドイツのクラシック音楽のピアノ指導者、作曲家、音楽教育者。

## 略歴
オーボイストのフリードリヒ・ルタルトの子として生まれた。兄にはユリウス・ルタルトがいる。シュトットガルト音楽院（現シュトゥットガルト音楽演劇大学）で学んだ後、1868年にジュネーヴに移り、ピアニストにして指導者となった。その後、1885年からライプツィヒ音楽院にてピアノを教えるようになり、1910年には教授へ昇格した。
現在、アドルフ・ルタルトは、モーツァルトのピアノ協奏曲第9番の独奏ピアノ・バージョンの作成者として知られている。ただし、第1楽章と第2楽章にはモーツァルト自身のカデンツァを置いている。

## 作品
- Das Klavier (1880年)